# Xiphosomella crassipes
Xiphosomella crassipes là một loài tò vò trong họ Ichneumonidae.